# Teberda
Teberda (ros. Теберда) – miasto w Rosji, na północnych stokach Wielkiego Kaukazu, nad rzeką Teberdą (dopływem Kubania) w Karaczajo-Czerkiesji. Uzdrowisko, miejscowość wypoczynkowa i ważne centrum turystki górskiej. Centrum miejscowości leży na wysokości 1280 m n.p.m. Liczy około 8,65 tys. mieszkańców (2019).
Siedziba zarządu Teberdyński Park Narodowy.

## Klimat
Warunki klimatyczne Teberdy determinowane są położeniem miejscowości w głębokiej dolinie górskiej o przebiegu południkowym, nieco obniżonym ciśnieniem atmosferycznym, występowaniem wiatrów dolinnych i fenowych, średnią wielkością opadów atmosferycznych, intensywnym nasłonecznieniem, stosunkowo ciepłymi zimami i niezbyt gorącymi latami. Średnia temperatura najchłodniejszego miesiąca zimy, stycznia, wynosi -2,3 °C. Średnia temperatura najcieplejszych miesięcy letnich (lipiec-sierpień) wynosi +15,5 °C, przy czym zaznaczają się znaczne rozpiętości między temperaturą w dzień (+30 °C) i w nocy (+6 - +8 °C). Roczna suma opadów w samej Teberdzie wynosi ok. 700 mm, przy czym duża ich część spada w postaci śniegu, a grubość jego pokrywy osiąga 2 m. Liczba godzin słonecznych w ciągu roku sięga 2200.

## Historia
Teberda została założona w 1868 r. przez karaczajskich osadników z Karaczajewska. Pierwszymi byli przedstawiciele 40 rodzin z rodu Ożaja Bajczorowa i dlatego początkowo osada funkcjonowała pod nazwą Bajczorałany-Kabak (karacz. Байчораланы-Къабакъ), gdzie wyraz „kabak” oznacza w tym języku „osadę, wieś”. Z czasem wśród mieszkańców coraz większy procent zaczęli stanowić przedstawiciele innych rodów i nazwę wsi zmieniono na „Teberdę” od nazwy rzeki, nad którą leży. Znaczenie miejscowości wzrosło po wybudowaniu w latach 1894-1903 biegnącej doliną Teberdy strategicznej Suchumskiej Drogi Wojennej.
Początki ruchu turystycznego datują się na pierwszą połowę lat 20. XX w. W 1925 r. oddano tu do użytku pierwsze sanatorium przeciwgruźlicze, a w następnym roku Teberda zanotowała 330 gości. Znaczny rozwój miejscowości nastąpił po II wojnie światowej, kiedy zaczęły tu powstawać kolejne sanatoria i domy wypoczynkowe, hotele i schroniska turystyczne. W roku 1950 było tu ok. 10 tys. gości, a w 1968 już przeszło 200 tys. W latach 1955–1975 Teberda przyjęła łącznie ponad milion osób, w tym już kilka tysięcy przyjezdnych zza granicy. Dekretem Prezydium Rady Najwyższej RFSRR z dniem 8 lutego 1971 r. Teberda uzyskała prawa miejskie.